# Кульчани
Кульча́ни (рос. Кульчаны) — селище у складі Новокузнецького району Кемеровської області, Росія. Входить до складу Сосновського сільського поселення.
Стара назва — Дом Отдиха Ашмарінський.

## Населення
Населення — 255 осіб (2010; 151 у 2002).
Національний склад (станом на 2002 рік):
- росіяни — 90 %